# أنجيل لافيتا
أنجيل لافيتا (بالإسبانية: Ángel Lafita)‏ (مواليد 7 أغسطس 1984 في سرقسطة - إسبانيا) لاعب كرة قدم إسباني يلعب حاليا لصالح نادي الدرجة الأولى ريال سرقسطة الإسباني منذ 2009 في مركز الوسط المهاجم كما يجيد اللعب في مركز الجناح الأيمن والأيسر .

## وصلات خارجية
- أنجيل لافيتا على موقع قاعدة بيانات كرة القدم.إي يو (الإنجليزية)
- أنجيل لافيتا على موقع Soccerbase.com (لاعب) (الإنجليزية)
- أنجيل لافيتا على موقع Soccerway.com (الإنجليزية)
- أنجيل لافيتا على موقع عالم كرة القدم.نت (الإنجليزية)
- أنجيل لافيتا على موقع AS.com (الإسبانية)